# Fernando Montero Moliner
Fernando Montero Moliner (València, 25 de febrer de 1922 - València, 3 de setembre de 1995) fou un filòsof valencià.
Estudià Filosofia i Lletres en la Universitat Complutense de Madrid, on es doctorà el 1952 amb una tesi sobre La teoría de la significación en Husserl y Heidegger. Des del 1950 fou catedràtic numerari de filosofia a l'institut d'ensenyament mitjà Sagasta, de Logronyo, a l'Ausiàs March de Barcelona i al Lluís Vives de València, abans d'impartir fonaments de filosofia en la Universitat de Santiago de Compostel·la (1964-1966) i en la de Múrcia (1966-1967). El curs següent ocupà la càtedra d'història de la filosofia de la Universitat de València, fins a la seua jubilació el 1987, i a partir d'aquesta data en fou professor emèrit fins a la seua mort el 1995. Participà en el II Congrés de Teoria i Metodologia de la Ciència, celebrat el 1983 a Oviedo, amb una ponència sobre «La fenomenología y la historia de la filosofía», i el 1988, en constituir-se la Societat Espanyola de Fenomenologia, en fou nomenat president honorífic. Dirigí més de cinquanta tesis doctorals.
Com a historiador de la filosofia, Montero tracta de dilucidar com es conjuguen les estructures empíriques amb el dinamisme lingüístic que formula els principis rectors de l'ontologia d'un sistema o els que marquen les pautes de la conducta pràctica en general. Per la seua part, tendeix a conciliar l'última etapa de Husserl amb la fenomenologia de Heidegger i de Merleau-Ponty i l'anàlisi del llenguatge d'Austin i de Strawson. Considera el llenguatge com el fenomen originari de la «presència» de l'home i del món, la qual només pot ser fixada per les objectivitats parlades que resulten de la projecció de les seues activitats; però considera que aquestes objectivitats provenen no sols del dinamisme que es manifesta amb el llenguatge, sinó també de la regularitat empírica en què aquest es fonamenta i que orienta i demana les funcions de la parla. En la seua interpretació del pensament kantià, l'a priori és la formulació sistemàtica i rigorosa d'unes estructures empíriques que, en definitiva, són les que donen sentit i significació als conceptes purs.

## Obres
- Parménides (Gredos, Madrid, 1960)
- La presencia humana, ensayo de fenomenología sociológica (Ed. Gregorio del Toro, Madrid, 1971)
- El empirismo kantiano (Universitat de València, 1973)
- Objetos y palabras (Ed. Fernando Torres, València, 1976)
- Ortega y la teoría de la subjetividad (Universitat de València, 1981)
- Mente y sentido interno en la Crítica de la razón pura (Grijalbo, Barcelona, 1985)
- Retorno a la fenomenología (Anthropos, Barcelona, 1987)
- Mundo y vida en la fenomenología de Husserl (Universitat de València, 1994)